# مازان
مازان نام پسر آرتاشس سوم، پادشاه ارمنستان بود. مازان فرمانروای جزیره قشم و جزایر پیرامون آن در روزگار پایان دوران هخامنشایان است. او به همراه هیدارسپ و بگیوس امنیت ناوگان بازرگانی دریای پارس را تأمین می‌کردند.